# Luis Alberto Rosales
Luis Alberto Rosales Ortíz (13 de octubre de 1998, Toluca, Estado de México, México) es un futbolista mexicano que juega como mediocampista para el Club de Fútbol Pachuca de la Liga MX.

### Estadísticas
| Club                           | Div.          | Temporada | Liga nacional(1) | Liga nacional(1) | Liga nacional(1) | Copas nacionales(2) | Copas nacionales(2) | Copas nacionales(2) | Torneos internacionales(3) | Torneos internacionales(3) | Torneos internacionales(3) | Total | Total | Total  | Media goleadora |
| Club                           | Div.          | Temporada | Part.            | Goles            | Asist.           | Part.               | Goles               | Asist.              | Part.                      | Goles                      | Asist.                     | Part. | Goles | Asist. | Media goleadora |
| ------------------------------ | ------------- | --------- | ---------------- | ---------------- | ---------------- | ------------------- | ------------------- | ------------------- | -------------------------- | -------------------------- | -------------------------- | ----- | ----- | ------ | --------------- |
| Potros UAEM México             |               |           |                  |                  |                  |                     |                     |                     |                            |                            |                            |       |       |        |                 |
| 2.ª                            | A-2017        | 7         | 0                | 0                | 0                | 0                   | 0                   | 0                   | 0                          | 0                          | 7                          | 0     | 0     | 0,00   |                 |
| 2.ª                            | C-2018        | 10        | 1                | 0                | 0                | 0                   | 0                   | 0                   | 0                          | 0                          | 10                         | 1     | 0     | 0,10   |                 |
| 2.ª                            | Total club    | 17        | 1                | 0                | 0                | 0                   | 0                   | 0                   | 0                          | 0                          | 17                         | 1     | 0     | 0,05   |                 |
| Total carrera                  | Total carrera | 17        | 1                | 0                | 0                | 0                   | 0                   | 0                   | 0                          | 0                          | 17                         | 1     | 0     | 0,05   |                 |
| (1)Incluye datos de la Copa MX |               |           |                  |                  |                  |                     |                     |                     |                            |                            |                            |       |       |        |                 |